# Gymnema albidum
Gymnema albidum är en oleanderväxtart som beskrevs av Joseph Decaisne. Gymnema albidum ingår i släktet Gymnema och familjen oleanderväxter. Inga underarter finns listade i Catalogue of Life.